# Lanistes stuhlmanni
Lanistes stuhlmanni là một loài ốc nước ngọt cỡ lớn, là động vật chân bụng sống dưới nước động vật thân mềm có mang và nắp (động vật chân bụng)|nắp ốc trong họ Ampullariidae, the cây táo snails.
Nó là loài đặc hữu của Tanzania.